# Партизанська (Псковська область)
Партизанська (рос. Партизанская) — присілок в Гдовському районі Псковської області Російської Федерації.
Населення становить 387 осіб. Входить до складу муніципального утворення Полновська волость.

## Історія
Від 2005 року входить до складу муніципального утворення Полновська волость.

## Населення
| 2001 | 2002 | 2010 | 2020 |
| ---- | ---- | ---- | ---- |
| 584  | ↘540 | ↘386 | ↗387 |